# Округ Нокс (Небраска)
Округ Нокс (енгл. Knox County) је округ у америчкој савезној држави Небраска.

## Демографија
По попису из 2010. године број становника је 8.701, што је 673 (-7,2%) становника мање него 2000. године.
| Група             | 2000.         | 2010.         |
| Белци             | 8.559 (91,3%) | 7.688 (88,4%) |
| Афроамериканци    | 8 (0,1%)      | 8 (0,1%)      |
| Азијати           | 15 (0,2%)     | 17 (0,2%)     |
| Хиспаноамериканци | 85 (0,9%)     | 155 (1,8%)    |
| Укупно            | 9.374         | 8.701         |